# Ambassade d'Argentine en France
L'ambassade d'Argentine en France est la représentation diplomatique de la République argentine auprès de la République française. Elle est située à Paris et son ambassadeur est, depuis 2024, Ian Sielecki.

## Ambassade
L'ambassade est située 6 rue Cimarosa dans le 16e arrondissement de Paris.
La construction de l'hôtel particulier est l'œuvre de l'architecte Jacques Hermant. L'immeuble est de style Belle Époque. Il a été commandé par l'entrepreneur, homme d'affaires et amateur d'art Léon Orsodi en janvier 1895, qui y habita jusque 1923. Le 14 janvier 1926, l'immeuble est acheté au nom du gouvernement argentin sur message du président argentin Marcelo Torcuato de Alvear par Frederico Alvarez de Toledo, ambassadeur argentin à Paris, mais sans l'autorisation du pouvoir exécutif. Le gouvernement suivant refuse l'autorisation d'achat et la demeure devient la résidence de l'ambassadeur à titre personnel. Le siège de l'ambassade y est finalement installé le 10 février 1964.
En 1900, la légation d'Argentine siégeait 9 rue Alfred-de-Vigny, dans le 8e arrondissement. En 1907, elle se trouvait 68 boulevard de Courcelles (17e arrondissement), tandis que sa chancellerie était située au no 62 de la même voie. En 1924, la légation est installée 22 rue de La Trémoille et le consulat général 91 boulevard Haussmann (8e arrondissement).

## Consulat
L'Argentine ne dispose pas d'autre consulat que la section consulaire de son ambassade à Paris, située à la même adresse.

## Ambassadeurs d'Argentine en France
| Date de nomination | Date de nomination | Date de remise des lettres de créance | Date de remise des lettres de créance | Ambassadeur                |
| ------------------ | ------------------ | ------------------------------------- | ------------------------------------- | -------------------------- |
|                    |                    | 1981                                  |                                       | Gerardo Schamis            |
|                    |                    | 1984                                  |                                       | Carlos Ortiz de Rozas (es) |
|                    |                    | 1989                                  |                                       | Fernando Gelbard           |
|                    |                    | 1991                                  |                                       | Ítalo Luder                |
|                    |                    | 1994                                  |                                       | Juan Archibaldo Lanus (es) |
|                    |                    | 28 juin 2000                          | [ JORF 1 ]                            | Carlos Pérez Llana (es)    |
|                    |                    | 3 juillet 2002                        | [ JORF 2 ]                            | Juan Archibaldo Lanus      |
|                    |                    | 28 avril 2006                         | [ JORF 3 ]                            | Eric Calcagno              |
|                    |                    | 22 avril 2008                         | [ JORF 4 ]                            | Luis Ureta Sáenz Peña      |
|                    |                    | 6 juin 2011                           | [ JORF 5 ]                            | Aldo Ferrer                |
|                    |                    | 8 juillet 2014                        | [ JORF 6 ]                            | María del Carmen Squeff    |
|                    |                    | 13 juillet 2016                       | [ JORF 7 ]                            | Jorge Faurie               |
|                    |                    | 31 août 2018                          | [ JORF 8 ]                            | Mario Raùl Veron Guerra    |
| 1er juin 2020      |                    | 5 octobre 2020                        | [ JORF 9 ]                            | Leonardo Daniel Costantino |
| mai 2024           |                    | 17 septembre 2024                     | [ JORF 10 ]                           | Ian Sielecki               |

## Différents sites
- La délégation permanente d'Argentine auprès de l'UNESCO (1, rue Miollis, 15e arrondissement de Paris)[8]
- Fondation argentine (Casa Argentina) dans la Cité internationale universitaire de Paris (27 A, boulevard Jourdan, 14e arrondissement de Paris)[9]

## Galerie

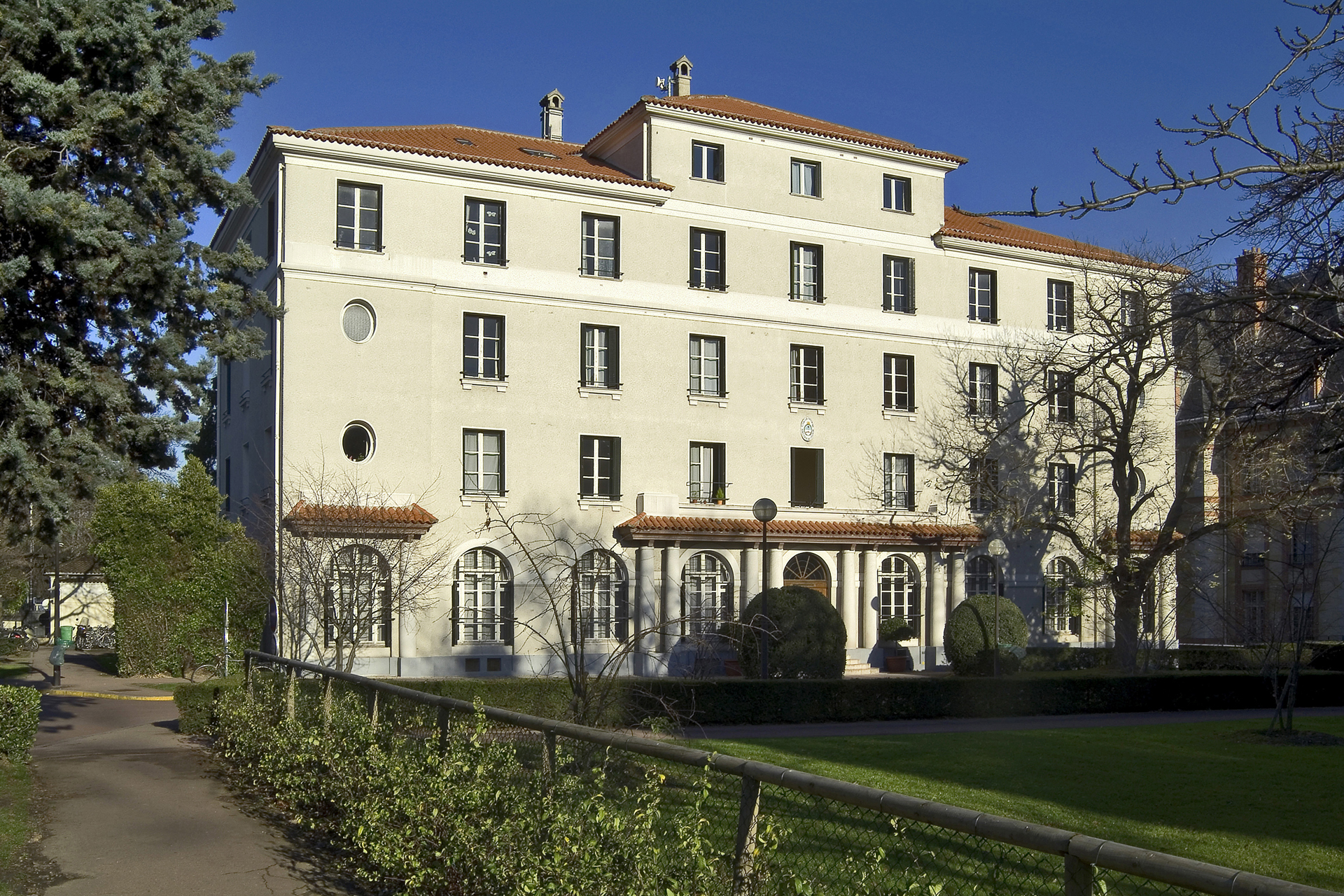
Fondation argentine dans la Cité internationale universitaire de Paris (27 A, boulevard Jourdan).